# كهف لوبينوت
كهف لوبينوت هو كهف كبير في وادي لوبينوت في السلسلة الشمالية لترينيداد وتوباغو. الكهوف موطن لطيور الزيت. هذه هي الفاكهة الوحيدة التي تأكل الطيور الليلية في العالم. إنها تتغذى في الليل ، وتبحر عن طريق تحديد الموقع بالصدى بنفس طريقة الخفافيش. إنه على بعد 1.5 ساعة بالسيارة من العاصمة.

## وصلات خارجية
- Oilbird Caves of Trinidad